# أولاد بو ريمة (أولاد بوريمة)
أولاد بو ريمة هي إحدى مشيخات المملكة المغربية، تتبع جغرافيا لإقليم جرسيف وإداريًا لأولاد بوريمة. يقدر عدد سكانها بـ 1108 نسمة حسب الإحصاء الرسمي للسكان والسكنى لسنة 2004.